# Wilczkowice Dolne (województwo łódzkie)
Wilczkowice Dolne – wieś w Polsce położona w województwie łódzkim, w powiecie łęczyckim, w gminie Łęczyca.
W latach 1975–1998 miejscowość administracyjnie należała do województwa płockiego.
Inne miejscowości o nazwie Wilczkowice: Wilczkowice, Wilczkowice Dolne, Wilczkowice Górne, Wilczkowice nad Szosą, Wilczkowice Średnie